# Theater der Stadt Aalen
Das Theater der Stadt Aalen ist das seit 1991 bestehende Stadttheater der baden-württembergischen Stadt Aalen. Zeitgenössische Dramatik steht im Zentrum des Spielplans; fester Bestandteil sind außerdem moderne Klassikerinszenierungen, Stücke fürs junge Publikum, Liederabende und szenische Lesungen. Aktuell wird das Haus von dem Intendanzduo Tina Brüggemann und Tonio Kleinknecht geführt.

## Geschichte
Im Jahr 1991 setzte Oberbürgermeister Ulrich Pfeifle die Gründung eines festen Theaters in Aalen mit regelmäßiger Förderung durch. Gründungsintendant Udo Schön löste Dusan Parisek in der Leitung des Theaters ab und setzte gemeinsam mit Gerburg Maria Müller die Institutionalisierung und Verstetigung des Theaters um. Von Beginn an war das Kinder- und Jugendtheater ein zentraler Punkt. 
Das Alte Rathaus (60 Plätze) wurde im Oktober 1994 zur Theaterbühne, während die Geschäftsräume und der Fundus zunächst im Torhaus am Gmünder Torplatz untergebracht waren. Kurz darauf wurde das Wirtschaftszentrum (WiZ) in der Ulmer Str. 130 Sitz des Theaters, mit einer Hauptbühne mit 130 Plätzen.
Von 2002 bis 2005 war Simone Sterr Intendantin. Neu für Aalen war das Puppentheater.
Von der Spielzeit 2005/2006 bis 2012/2013 hatte Katharina Kreuzhage die Intendanz inne und stellte das Spielsystem des Theaters von en suite auf einen Repertoirebetrieb um. Sie inszenierte Das wilde Kind und Mary und Max; Der Kontrabass wurde inszeniert von J. Bosse.
In den Spielzeiten 2013/2014 bis 2022/2023 hatten Tonio Kleinknecht (Intendant), Tina Brüggemann (Chefdramaturgin) und Winfried Tobias (Leitung Kinder- und Jugendtheater) die künstlerische Leitung des Hauses inne. Besondere Arbeiten aus dieser Zeit sind die Inszenierungen von Himmel und Hände von Carsten Brandau (Regie: Winfried Tobias), das 2016 den Mühlheimer Kindertheaterpreis gewann und Bekenntnisse des Hochstaplers Felix Krull (Regie: Tonio Kleinknecht, 2002) mit Artistik, Schauspiel und Live-Musik. 
Im Jahr 2020 zog das Theater vom WiZ in den Kulturbahnhof. Das Gebäude, in dem früher Lokomotiven repariert wurden, ist Mittelpunkt des neugebauten Stadtovals und beherbergt neben dem Theater auch die Musikschule der Stadt Aalen, das Programmkino Kino am Kocher mit Bar, den von „Aalen Kultur & Event“ 
betriebenen Veranstaltungssaal sowie den KUBAA-Kiosk. Der Theatersaal (199 Plätze) wurde am 2. Oktober 2020 mit Romeo und Julia eröffnet, einer Symbiose aus Schauspiel, Ballett, Urban Dance, Schlagwerk und Akkordeon unter der Regie von Tina Brüggemann.
Seit der Spielzeit 2023/2024 leiten Tina Brüggemann und Tonio Kleinknecht das Theater der Stadt Aalen als Intendanzduo, die Leitung des Jungen Theaters obliegt Ella Elia Anschein und Julius Max Ferstl.

## Intendanzen
- Tina Brüggemann und Tonio Kleinknecht (seit 2023)
- Tonio Kleinknecht (2013–2023)
- Katharina Kreuzhage (2005–2013)
- Simone Sterr (2002–2005)
- Udo Schön (1991–2002)

## Spielstätten
- KulturBahnhof: Umzug vom WiZ in den KUBAA im September 2020 (moderner Theatersaal mit 173 Plätzen, Werkstätten, 2 Probebühnen, Schneiderei und Büroetage), die Studiobühne im Alten Rathaus, die Bespielung des Schlosshofs in Wasseralfingen, des Schlossparks in Fachsenfeld und anderer öffentlicher Räume bleiben Bestandteil des Programms (Lage)
- Wi.Z (Wirtschaftszentrum): Einzug im Mai 1998 (Werkstätten und Probebühne), Szenenfläche 350 m², flexible Bestuhlung (Lage)
- Altes Rathaus: ehemaliger Ratssaal der Stadt Aalen, Szenenfläche von 84 m², flexible Bestuhlung (Lage)
- Freilichtbühne: Schloss Wasseralfingen (Lage)
- Mobile Produktionen in Schulen, Kindergärten und an vielen weiteren Orten der Stadt, so z. B. den Kocherursprung, die Tonfabrik und den großen Ratssaal
- Schloss Fachsenfeld (Lage)